# Langues de la côte de rai
Les langues de la côte de rai sont une famille de langues papoues parlées en Papouasie-Nouvelle-Guinée dans la province de Madang.

## Classification
Les langues de la côte de rai sont un des groupes qui constituent la famille des langues madang qui sont rattachées par Malcolm Ross à la famille hypothétique des langues trans-Nouvelle Guinée. William Foley estime que l'inclusion de ces langues dans l'ensemble trans-Nouvelle-Guinée est hautement probable. 

## Liste des langues
Les langues de la côte de rai, très nombreuses, sont les suivantes :
- groupe evapia 
  - sous-groupe asas-sinsauru 
    - asas
    - sinsauru

  - dumpu
  - sous-groupe kesawai-sausi
    - kesawai
    - sausi
- groupe kabenau 
  - arawum
  - kolom
  - lemio
  - pulabu
  - siroi
- groupe mindjim 
  - anjam
  - bongu
  - male
  - sam
- groupe nuru 
  - duduela
  - jilim
  - kwato
  - ogea
  - rerau
  - uya
  - yangulam
- groupe peka 
  - danaru
  - sop
  - sumau
  - urigina
- groupe yaganon 
  - bai-maclay
  - dumun
  - ganglau
  - saep
  - yabong

langues non classées
- biyom
- auya
- wasembo